# Meritré (királyné)
Meritré ókori egyiptomi hercegnő és királyné a XIX. dinasztia idején, II. Ramszesz egyik lánya és felesége. Egyedül egy kolosszusról ismert, amelyet Taniszban találtak, itt alakja a fáraó lába mellett áll, mellette a töredékesen fennmaradt felirat azonosítja: „a király szeretett leánya”, „a király felesége, Meritré”. Mivel a név sérült, korábban egy másik, jól ismert hercegnő-királyné, Meritamon ábrázolásaként azonosították, 2020-ban azonban kiderült, hogy Ramszesz egy eddig nem ismert lányáról van szó.
A szobor egyik oldalán egy reliefen Meritré egyik nővére, Bintanath is szerepel. Lehetséges, hogy Ramszesz körülbelül akkor vette feleségül Meritrét, amikor Bintanathot is, uralkodása 34. és 42. éve között.

## Fordítás
Ez a szócikk részben vagy egészben  a   Merytre című angol Wikipédia-szócikk ezen változatának fordításán alapul.  Az eredeti cikk szerkesztőit annak laptörténete sorolja fel. Ez a jelzés csupán a megfogalmazás eredetét és a szerzői jogokat jelzi, nem szolgál a cikkben szereplő információk forrásmegjelöléseként.